# Te Hauturu-o-Toi / Little Barrier Island
Te Hauturu-o-Toi / Little Barrier Island, in der Sprache der Māori Te Hauturu-o-Toi genannt, ist eine Vulkaninsel an der Nordgrenze zum Hauraki Gulf vor der Nordinsel von Neuseeland.

## Namensherkunft
Te Hauturu-o-Toi / Little Barrier Island erhielt ihren englischen Namen im November 1769 durch den britischen Seefahrer und Entdecker Kapitän James Cook, der auf seiner ersten Südseereise die Insel entdeckte. Doch ihren ursprünglichen Namen Hauturu (Ruheplatz der Winde) soll die Insel von Toi, dem zweiten großen polynesischen Seefahrer und Entdecker nach Kupe bekommen haben.

## Geographie
Te Hauturu-o-Toi / Little Barrier Island befindet sich 17 km westlich von Great Barrier Island, 22 km vom westlichen Festland und rund 75 km nordöstlich vom Stadtzentrum von Auckland entfernt. Zusammen mit Great Barrier Island bildet die Insel, die eine Längenausdehnung in Nord-Süd-Richtung von 7,4 km besitzt, eine maximale Breite von 5,8 km aufweist und sich über eine Fläche von 28,17 km² ausdehnt, die nördliche Grenze des Hauraki Gulf. Die höchste Erhebung der Insel stellt der Mount Hauturu mit einer Höhe von 722 m dar.
Administrativ gehört die Insel zum Waitemata and Gulf Ward des Auckland Council.

## Geologie
Die Insel besteht aus einem erloschenen Schichtvulkan, dessen Vulkangestein größtenteils aus Dazit besteht. Er ist mit einem Volumen von 10 km³ der größte Vulkan seiner Art in Neuseeland. Der Vulkan kann erdgeschichtlich dem Pleistozän zugeordnet werden, besitzt geologisch gesehen aber keine Verbindung zu dem Gebiet der Coromandel Volcanic Zone, zu der Great Barrier Island zählt, sich von dort nach Süden fortsetzt und vulkanische Aktivitäten vor rund 4 Millionen Jahren dort anzutreffen waren. Der Vulkan von Te Hauturu-o-Toi / Little Barrier Island besteht aus zwei Vulkanen, einem älteren und einem jüngeren. In zwei Eruptionsphasen, die erste vor rund 3 Millionen Jahren und die zweite vor 1,2 bis 1,6 Millionen Jahren, baute der Vulkan aus der letzten Ausbruchsphase auf den vorherigen auf.
Die Insel besitzt grob gesehen eine kreisrunde Form, an deren Nord-, West- und Südseite die Hänge des Vulkans von 400 m seicht zu den Klippen der Küste hin auf bis zu zwischen 20 m und 100 m abfallen. An der Ostseite der Insel erheben sich die Klippen bis zu 200 m Höhe. Die Wassertiefe um die Insel herum variiert um die 50 m Tiefe, sodass die Höhe des Vulkans eigentlich mit um die 770 m angenommen werden kann.

## Geschichte
Archäologische Untersuchungen haben ergeben, dass die Insel früher von Māori bewohnt war. Nachweise an 61 Stellen zeigten, dass insgesamt sieben Pās (befestigte Dörfer) auf der Insel existierten, an 33 Stellen Erdlöcher oder Terrassen angelegt waren und an 14 Stellen Mauerwerk auf menschliches Tun hinwies. Alle Pās befanden sich an der Süd- bis Südwestseite der Insel.
Die Insel wurde 1896 von der neuseeländischen Regierung zum ersten Naturschutzreservat des Landes ernannt.

## Flora und Fauna
Auf der Insel, die heute frei von nichtheimischen Tieren ist, wachsen über 400 einheimische Pflanzen, leben 40 seltene oder gefährdete Vogelarten, 14 verschiedene Reptilien und zwei verschiedene Arten von Fledermäusen. Die Insel, die vom Department of Conservation (DOC) verwaltet wird, ist für Besucher nicht frei zugänglich und kann nur mit einer speziellen Erlaubnis für maximal 20 Besucher pro Tag unter strengen Auflagen besucht werden.